# Мерконе, Джованни
Джованни Мерконе (Giovanni Mercone, его фамилию также пишут как Morrone) (умер в 1169 г. в Витербо) — католический церковный деятель XII века. На консистории 1150 года был провозглашен кардиналом-священником с титулом церкви Санти-Сильвестро-э-Мартино. Участвовал в выборах папы 1153 (Анастасий IV), 1154 (Адриан IV), 1159 (антипапа Виктор IV) и 1164 (антипапа Пасхалий III) годов.